# Hymenophyllum fendlerianum
Hymenophyllum fendlerianum är en hinnbräkenväxtart som beskrevs av Sturm. Hymenophyllum fendlerianum ingår i släktet Hymenophyllum och familjen Hymenophyllaceae. Inga underarter finns listade.